# Wohn- und Wirtschaftsgebäude Hauptstraße 21
Das Wohn- und Wirtschaftsgebäude Hauptstraße 21 in Colnrade, Samtgemeinde Harpstedt, stammt von 1831.
Das Gebäude steht unter Denkmalschutz (Siehe auch Liste der Baudenkmale in Colnrade).

## Geschichte
Das eingeschossige giebelständige Fachwerkhaus, ein Zweiständerhallenhaus mit Steinausfachungen und Satteldach wurde 1831 gebaut. Das Innengerüst und die innere Struktur mit dreifachiger Diele, einfachigem Flett (Küche), Kammerfach (Wohnbereich) und offener Lucht (Dachboden) blieb erhalten.
Der linke traufständige Stallanbau in Backstein soll wohl etwas jünger sein.